# Mayo-Darlé
Mayo-Darlé es una comuna camerunesa perteneciente al departamento de Mayo-Banyo de la región de Adamawa.
En 2005 tiene 23 054 habitantes, de los que 7493 viven en la capital comunal homónima.
Se ubica en el suroeste de la región, junto a la carretera N6. Su territorio es fronterizo con el estado nigeriano de Taraba.

## Localidades
Comprende, además de la ciudad de Mayo-Darlé, las siguientes localidades:
- Bambol
- Boumbo
- Guissimi
- Gwaya
- Hamoa
- Horé Mayo Darlé
- Kembang Foulbé
- Mayo Bounouwa
- Mayo Djinga
- Mbangueri
- Ngnalang
- Nyara Guessam
- Nyawa I
- Pangari
- Ribao
- Wouro Yobi
- Yimbere Chefferie
- Yoli